# Podziemnica zwyczajna
Podziemnica zwyczajna (Lasius flavus) – gatunek mrówek z podrodziny Formicinae. Występuje pospolicie w Europie i Ameryce Północnej. Buduje ziemne kopce w częściowo nasłonecznionym miejscu na łąkach lub na skraju lasu, niewielkie kopce porośnięte są trawą przez co trudne do wypatrzenia. Niekiedy gniazda budowane są pod kamieniami w miejscach wilgotnych. Mrówki te prowadzą podziemny tryb życia żywiąc się spadzią hodowanych przez nie mszyc korzeniowych. W gniazdach podziemnic żyją skorupiaki Platyarthrus hoffmannseggii, odżywiające się odpadkami i resztkami spadzi.
W mrowisku zazwyczaj jest jedna królowa. Zdarza się jednak, że nowe gniazdo zakładane jest przez kilka królowych. Jednak gdy kolonia rozwinie się w mrowisku pozostaje jedna dominująca królowa, a pozostałe zostają usunięte. Podziemnica zwyczajna porusza się powoli w porównaniu z innymi mrówkami.
Robotnice koloru żółtego lub żółtobrunatnego mają długość od 3 do 4 mm, natomiast królowa wielkości 7–9 mm i jest ciemniejsza od robotnic. Samiec wielkości 3–4 mm czarny. Wielkość kolonii dochodzi do kilkunastu tysięcy. Rójka późnym popołudniem ciepłego dnia pod koniec ciepłego lipca lub w sierpniu.
Podziemnica zwyczajna jest mrówką łatwą w hodowli ze względu na klasztorny sposób zakładania mrowiska. Rójkowa królowa umieszczona w odpowiednio skonstruowanym formikarium składa jaja, z których wylęgają się larwy. 

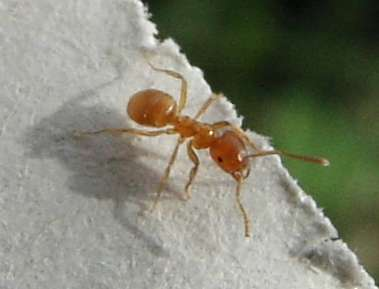
Robotnica
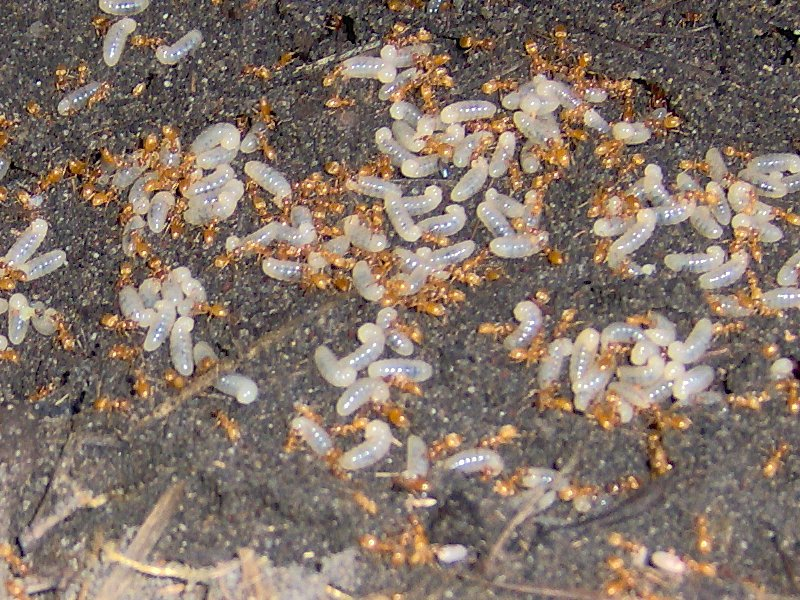
Robotnice i larwy
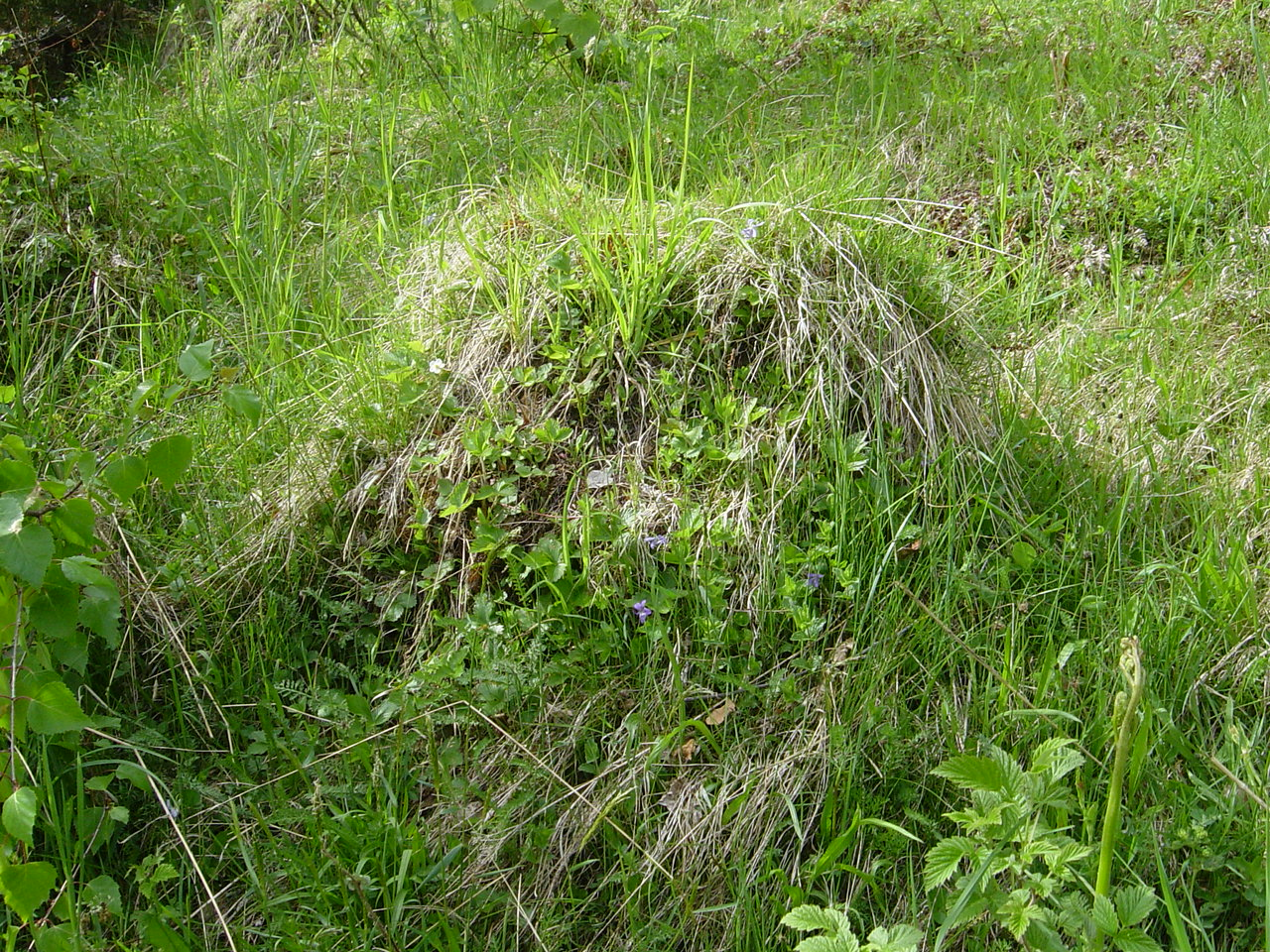
Gniazdo